# 茨城県立佐和高等学校
茨城県立佐和高等学校（いばらきけんりつさわこうとうがっこう）は、茨城県ひたちなか市稲田に所在する公立の高等学校。通称は「佐和高」。

## 概要
1985年に当時の勝田市の要望によって開校した。全日制普通科（男女共学）であり、1学年あたり6学級、計18学級で構成されている。2年進級時には、文系Iコース（3学級）と文系IIコース（1学級）と理系コース（1学級）に分かれる。高校の所在地であるひたちなか市からの生徒が比較的多いが、近隣の東海村や那珂市、水戸市、日立市、笠間市から通学する生徒もかなり多い。
「君の心に聴け」というユニークな校訓のもと「心の教育」や「福祉教育」にも力を入れており、全校生徒対象にボランティア体験や介護体験なども毎年実施されている。なお、佐和高校には、生徒が考えた「The truth is always in your mind」という英語版校訓も存在する。ホームルーム活動では、近隣の笠松運動公園を利用してアイススケート体験なども行う。

## 設置学科
- 普通科

## 部活動
運動部・文化部ともに活発に活動しており、60-70%の生徒が部活動に加入している。部活動の立ち上げは比較的容易であり、近年ではスケート部やウクレレ同好会の立ち上げがみられた。また佐和高校は吹奏楽部がとても有名であり、その他に弓道、陸上、卓球、写真などが県大会で上位入賞するほか、県代表として活躍する部活動も多い。
運動部
- 野球
- サッカー
- テニス（男子・女子）
- 陸上
- バスケットボール（男子・女子）
- 女子バレーボール
- 卓球
- 柔道
- 剣道
- 弓道
- スケート

文化部
- 茶道
- 書道
- 美術
- 文芸
- 吹奏楽
- JRC
- 科学
- 地理歴史
- 写真
- 朗読
- 箏曲

- 吟詠剣詩舞

## 著名な出身者
- 池内博之（俳優）
- まついえつこ（音楽家）
- 本田小百合（将棋女流棋士）

## 交通アクセス
- 常磐線佐和駅下車、徒歩20分。